# Delisleia
Delisleia is een geslacht van vliesvleugeligen uit de familie Pteromalidae. De wetenschappelijke naam van dit geslacht is voor het eerst geldig gepubliceerd in 1936 door Girault.

## Soorten
Het geslacht Delisleia omvat de volgende soorten:
- Delisleia pattersoni Girault, 1936
- Delisleia rahimani Narendran, Anil & Chandrasekharan, 1992